# Bollandisté
Bollandisté (Société des Bollandistes) se nazývá pracovní skupina vzdělanců (zprvu výhradně složená z jezuitů, což již není podmínkou) zabývajících se kritickým zpracováváním životopisů katolických svatých. Skupina vznikla na začátku 17. století kolem projektu Acta sanctorum, kterou započal antverpský jezuita Jean Bolland, jehož pokračovatelé byli zejména Daniel Papebroch a Godefridus Henschenius. V průběhu dějin se sídlo bollandistů měnilo (po zrušení jezuitů byla jistá část práce na Acta sanctorum odvedena v premonstrátském opatství Tongerlo), dnes je jejich hlavní pracoviště s knihovnou umístěno v koleji Saint-Michel v Bruselu.

## Historie
Práce bollandistů se odvíjí od práce jezuity Heriberta Rosweyde, který začal se soupisem a vydáváním hagiografií po belgických knihovnách. Po Rosweydově smrti roku 1629 byla sice část jeho práce již vydána, ale většina zůstala ve stádiu rozpracovanosti, proto byl uspořádáním rukopisů pověřen Jean Bolland. Bolland pokračoval v zpracovávání materiálů pro životopisy svatých, nicméně v edičním projektu Acta sanctorum, který za tímto účelem zřídil, dále rozšířil Rosweydovu koncepci na životopisy světců celého světa. V roce 1634 přibyl Bolladnovi pomocník v osobě Godefrida Henschenia, později Daniel Papebroch. Bollandisté začali cestovat po evropských knihovnách, případně navazovat vztahy s jinými evropskými učenci.
V Čechách s nimi například spolupracoval Bohuslav Balbín, který do sbírky svatých (Acta sanctorum) přispěl jím objevenou Kristiánovou legendou a v roce 1680 i jím sepsanou a vlastenecky laděnou legendou o Janu Nepomuckém – ten byl svatořečen až později, v roce 1729.
Dílo bollandistů bylo několikrát podrobeno kritice. Známý se stal učený spor o pravost nejstarších listin s benediktinem Jeanem Mabillonem, který posunul bádání na poli diplomatiky. Později, když Papebroch vyslovil námitku proti domněnce, že by karmelitánský řád mohl založit prorok Eliáš, tito se obrátili na španělskou inkvizici a vymohli si zákaz vydávání edice Acta sanctorum v letech 1695–1715.
Těžkou ránu projektu zasadilo zrušení jezuitského řádu roku 1773. Byly jisté snahy o jeho záchranu, takže knihovna byla přenesana do opatství Coudenberg v Bruselu a poté do opatství Tongerlo, kde se dokonce podařilo vydat svazek Act sanctorum, nicméně po obsazení Belgie francouzskou revoluční armádou se knihovna zcela rozptýlila.
K obnově došlo až po vzniku belgické jezuitské provincie (1832) v roce 1837, kdy se začalo budovat nové sídlo bollandistů již v novém prostoru v koleji Saint-Michel v Bruselu.